# Aanslag in Luik op 13 december 2011
De aanslag in de Belgische stad Luik was een gebeurtenis die plaatsvond op 13 december 2011 om 12.34 uur toen een 33-jarige man een aantal granaten naar een bushalte op de Place Saint-Lambert wierp en met een automatisch geweer (een FN FAL) schoot. Op het plein werd een jaarlijkse kerstmarkt gehouden.
Getuigen hoorden vier luide explosies, afkomstig van granaten. Hierna weerklonken er schoten op de Place Saint-Lambert.

## Slachtoffers
Er vielen zes doden op het plein: twee tieners van vijftien en zeventien jaar, een peuter van 17 maanden, een vrouw van 75 jaar (die eerst klinisch dood was verklaard en twee dagen later officieel dood werd verklaard in het ziekenhuis) en een jongen van twintig die een week later in het ziekenhuis overleed. Daarnaast de dader, die na de feiten ter plaatse zelfmoord pleegde. Er vielen 123 gewonden, onder wie vijf zwaargewonden. De gewonden werden afgevoerd naar ziekenhuizen in onder meer Tongeren, Luik en Maastricht.
Eerder op de dag had de dader nog een slachtoffer gemaakt: bij een huiszoeking in zijn woning werd in de garage het dode lichaam van een 49-jarige schoonmaakster aangetroffen.

## Dader
De dader was de 33-jarige Nordine Amrani (Elsene, 15 november 1978 – Luik, 13 december 2011), een Belg van Marokkaanse afkomst. Eerder die dag had hij zich moeten melden bij de politie, maar hij was niet komen opdagen.
Hij groeide op in de buurt van Brussel en later woonde hij daar met zijn verloofde, een thuisverpleegster. Hij was vroeg wees geworden, waardoor hij lange tijd in een weeshuis verbleef. In het verleden was hij al vaak in aanraking met het gerecht gekomen. Bij huiszoekingen in 2007 waren bij hem 9.500 wapenonderdelen, een tiental complete wapens en 2.800 cannabisplanten gevonden. Daarvoor was hij in september 2008 wegens samenzwering tot 58 maanden gevangenisstraf veroordeeld. In beroep was het wapenbezit om "technische redenen" buiten beschouwing gelaten en de straf teruggebracht tot 42 maanden. Hij was op 5 oktober 2010, na het uitzitten van 2/3 van zijn straf, voorwaardelijk vrijgekomen.
Hij pleegde zelfmoord op 13 december 2011, na de aanslag in Luik.

## Herdenkingen

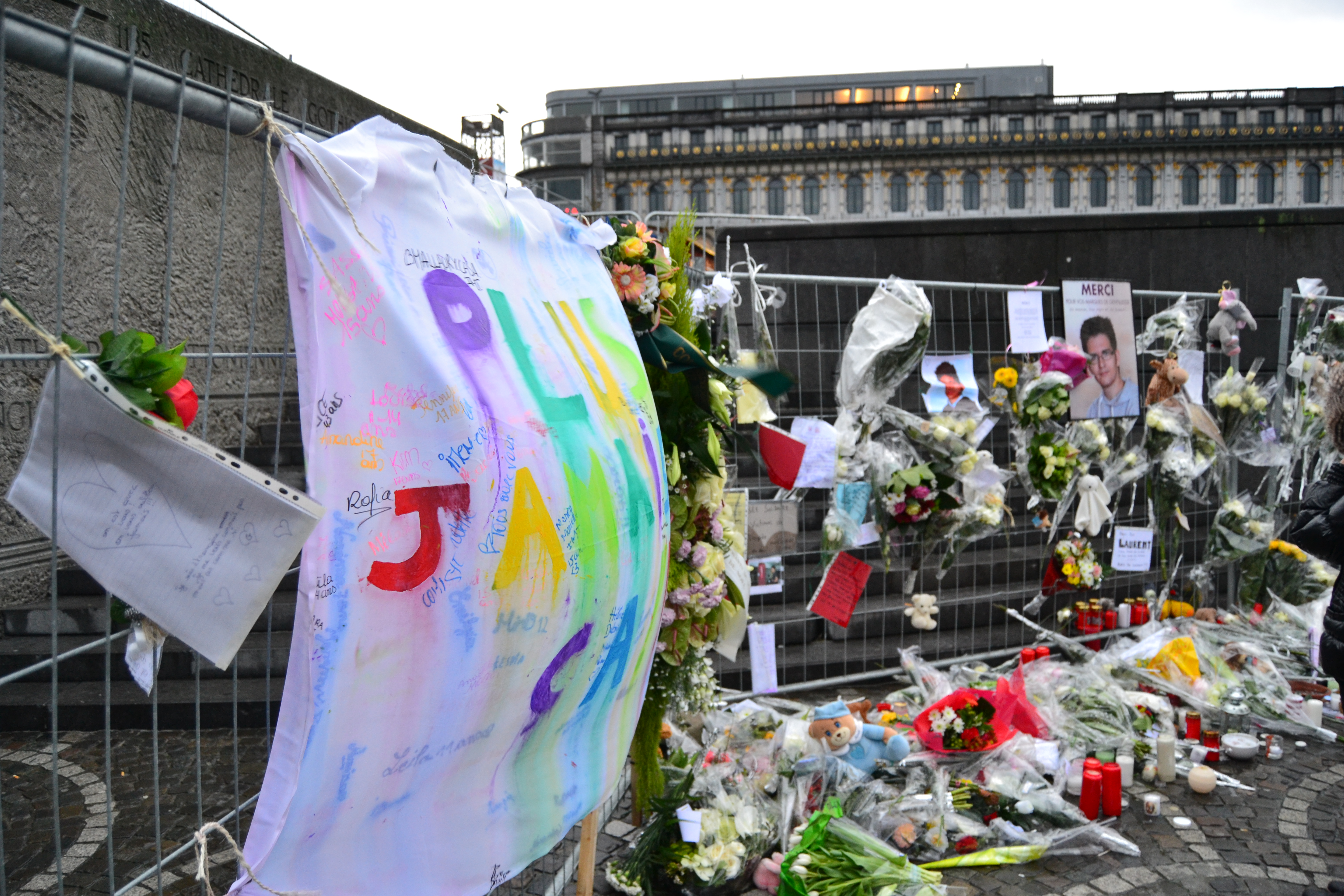
Het plein, drie dagen na de aanslag

Een dag na de aanslag werden bloemen gelegd op het plein en op 17 december ging een zogenaamde witte mars door Luik, ter nagedachtenis van de slachtoffers.
De kersverse Belgische premier Elio Di Rupo en ministers Joëlle Milquet (Binnenlandse Zaken) en Annemie Turtelboom (Justitie) bezochten samen met koning Albert II en zijn vrouw Paola dezelfde dag nog de plaats van het voorval en werden geïnformeerd door Luiks burgemeester Willy Demeyer. Op 14 december brachten ook kroonprins Filip en diens echtgenote Mathilde een bezoek aan de stad. Op 20 december 2011 vond er een stille herdenking plaats op de Place Saint-Lambert. Duizenden mensen, onder wie prins Filip, prinses Mathilde en een groot aantal politici, woonden de plechtigheid bij.